# Vista Hermosa (Kolumbien)
Vista Hermosa ist eine Gemeinde (municipio) im Departamento Meta in Kolumbien.

## Geographie
Vista Hermosa liegt im Südwesten von Meta auf einer Höhe von 460 Metern 145 km südlich von Villavicencio und hat eine Jahresdurchschnittstemperatur von 27 °C. An die Gemeinde grenzen im Norden San Juan de Arama, im Nordosten Puerto Lleras, im Osten Puerto Rico, im Süden La Macarena sowie San José del Guaviare im Departamento del Guaviare, im Südwesten La Uribe und im Westen Mesetas.

## Bevölkerung
Die Gemeinde Vista Hermosa hat 27.235 Einwohner, von denen 10.119 im städtischen Teil (cabecera municipal) der Gemeinde leben (Stand: 2019).

## Geschichte
Die Besiedlung des Gebietes von San Juan de Arama, zu dem das heutige Vista Hermosa gehörte, begann ab 1537 mit der Ankunft des Konquistadors Nikolaus Federmann. Vista Hermosa selbst wurde 1964 zunächst unter dem Namen Puerto Dulce gegründet. Die Siedlung wuchs in der Folge schnell und erhielt bereits 1969 den Status einer Gemeinde.

## Wirtschaft
Die wichtigsten Wirtschaftszweige von Vista Hermosa sind Landwirtschaft (insbesondere Ölpalme, Kakao, Reis und Mais) und Tierhaltung (vor allem Rinder).